# Медвёдовка (Могилёвский район)

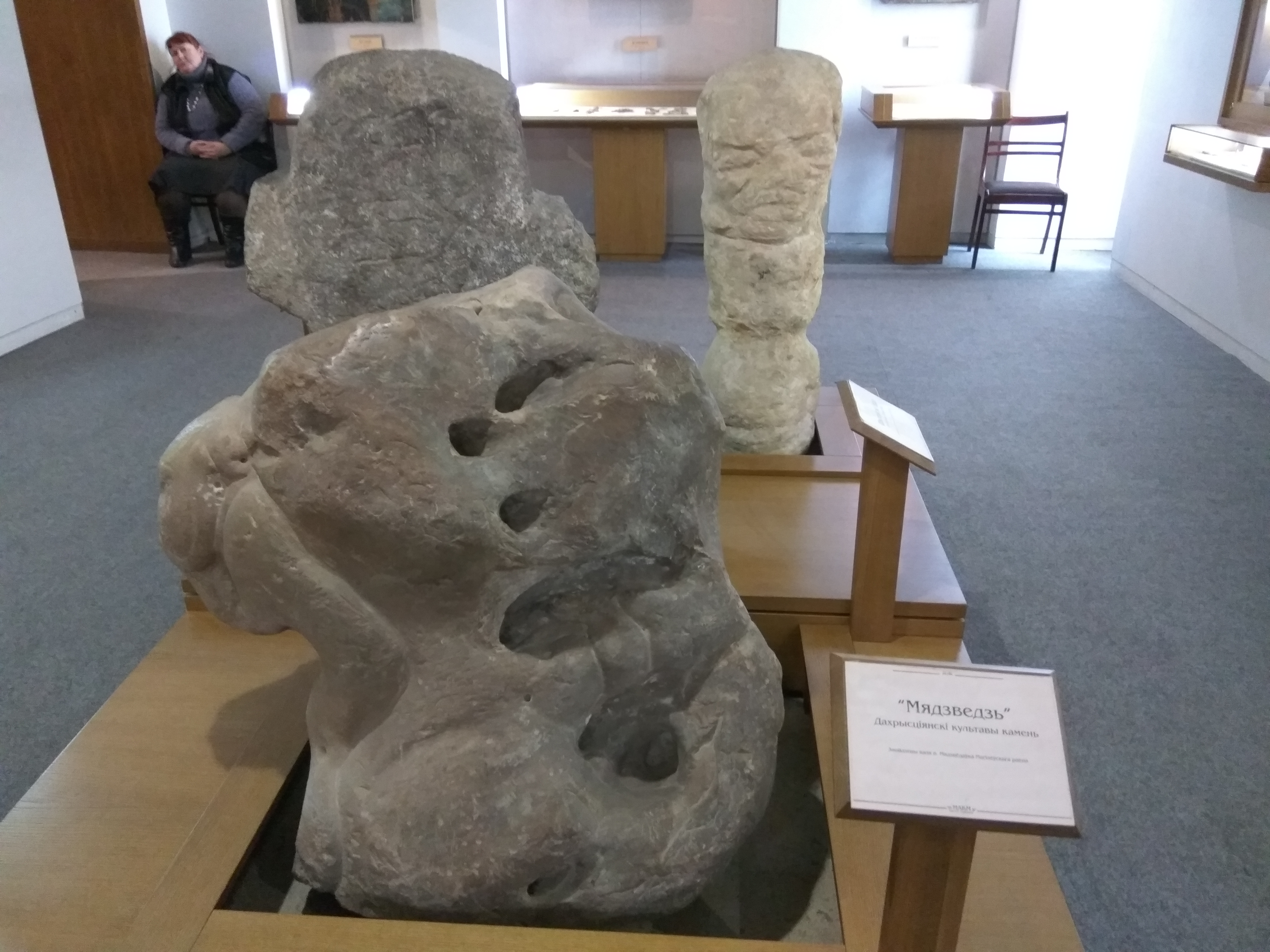
Дохристианский культовый камень «Медведь», найденный возле деревни Медвёдовка Могилёвского района. Могилёвский областной краеведческий музей

Медвёдовка (бел. Мядзвёдаўка) — деревня в составе Кадинского сельсовета Могилёвского района Могилёвской области Республики Беларусь.

## Географическое положение
Ближайший населённый пункт: Городня.

## История
Упоминается в 1702 году как деревня в Вейнянском войтовстве Могилевской экономии в Оршанском повете ВКЛ.

## Население
- 1999 год — 121 человек
- 2010 год — 110 человек